# Fredrik Hjalmar Johansen

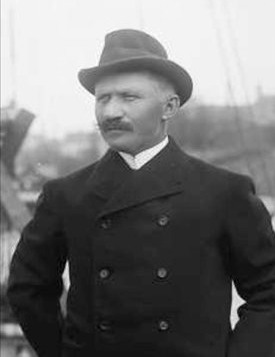
Fredrik Hjalmar Johansen

Fredrik Hjalmar Johansen (Skien, 15 mei 1867 – Oslo, 4 januari 1913) was een van de bekendste turners in Noorwegen. Hij nam deel aan Fridtjof Nansens poolexpeditie met de Fram in 1893, en ging met Nansen op ski's nog verder naar het noorden in 1895. Bij hun terugkeer in Noorwegen werden ze als helden onthaald.
Johansen werd gepromoveerd tot kapitein in de infanterie, hoewel hij deze rang niet lang behield. Hij raakte aan de drank en verliet het leger. 
In 1910 was hij een van de leden van Roald Amundsens expeditie naar Antarctica. Amundsen vertrok vroeger op zijn tocht om Robert Falcon Scott toch nog te vroeg af te zijn. Johansen ging niet akkoord met deze gang van zaken, en discussieerde met Amundsen, wat uiteindelijk leidde tot het ontslag van Johansen uit de expeditie. Dit ontslag leidde uiteindelijk tot Johansens zelfmoord in 1913.